# Prêmio TVyNovelas de 2009
27º Prêmio TVyNovelas

Novela: 

Fuego en la Sangre
Atriz: 

Blanca Guerra
Ator: 

Alejandro Camacho
O Prêmio TVyNovelas 2009 foi a 27ª edição do Prêmio TVyNovelas, prêmio entregue pela revista homônima aos melhores artistas e produções da televisão mexicana referente ao ano de 2008. O evento ocorreu no dia 15 de Março de 2009 em Acapulco. Foi transmitido pela emissora mexicana Canal de las Estrellas e apresentado pela cantora Yuri.